# Calvarium massarti
Calvarium massarti is een keversoort uit de familie moerasweekschilden (Scirtidae). De wetenschappelijke naam van de soort werd in 1952 gepubliceerd door Maurice Pic.